# FCW 15 Championship
 (octobre 2011).
Si vous disposez d'ouvrages ou d'articles de référence ou si vous connaissez des sites web de qualité traitant du thème abordé ici, merci de compléter l'article en donnant les références utiles à sa vérifiabilité et en les liant à la section « Notes et références ».
Le FCW 15 Championship est un championnat de catch, actuellement utilisé à la fédération World Wrestling Entertainment. Il est défendu dans la division Florida Championship Wrestling.

## Histoire du titre
Lors de la finale du tournoi 'FCW 15' Jack Brisco Classic Tournament le 13 janvier 2011, Seth Rollins bat Hunico et devient ainsi le premier FCW 15 Champion. Le 22 septembre 2011, Seth Rollins perd le titre contre Damien Sandow. Le 29 janvier 2012, Damien Sandow perd le titre contre Richie Steamboat.

## Règnes
Le dernier champion est Brad Maddox.